# Pedro José Vera
Pedro José Vera Alcaraz (* 26. Februar 1984) ist ein spanischer Bahn- und Straßenradrennfahrer.
Pedro José Vera wurde auf der Bahn über die 1000-m-Distanz 2003 spanischer Vizemeister der U23-Klasse. Im nächsten Jahr wurde Vizemeister der Eliteklasse und 2005 belegte er den dritten Platz. Bei der nationalen Bahnradmeisterschaft 2007 wurde er spanischer Meister im 1000-m-Zeitfahren und in der Mannschaftsverfolgung wurde er Vizemeister. Auf der Straße gewann er 2007 den Circuito Guadiana und 2008 eine Etappe der Vuelta a Segovia. Ende der Saison 2008 fuhr Vera für das spanische Professional Continental Team Contentpolis-Murcia als Stagiaire, bei dem er 2009 mit einem regulären Vertrag fuhr. Bis 2014 war er anschließend bei kleineren Straßenrennen des spanischen Kalenders erfolgreich.

## Erfolge
2007
- Spanischer Meister – 1000-m-Zeitfahren

## Teams
- 2008 Contentpolis-Murcia (Stagiaire)
- 2009 Contentpolis AMPO